# Попов, Сергей Александрович (футболист, 1966)
Серге́й Алекса́ндрович Попо́в (1 октября 1966 — 9 января 2020) — советский и российский футболист, защитник.
Всю профессиональную карьеру в 1990—2002 годах провёл в клубе «Зенит» Пенза. Рекордсмен команды по проведённым играм — 344 матча: 326 в профессиональных дивизионах и 18 в кубковых матчах.
Скоропостижно скончался 9 января 2020 года на 54 году жизни.